# The First Family
The First Family è un album in studio del comico statunitense Vaughn Meader, pubblicato nel 1962.

## Il disco
Il disco è una parodia bonaria dell'allora Presidente degli Stati Uniti d'America John F. Kennedy, sia come Comandante in capo che come membro della prominente famiglia Kennedy.

## Tracce
Atto I 
- The Experiment
- After Dinner Conversations
- The Malayan Ambassador
- Relatively Speaking
- Astronauts
- Motorcade
- The Party
- The Tour

Atto II
- But Vote!!
- Economy Lunch
- The Decision
- White House Visitor
- Press Conference
- The Dress
- Saturday Night, Sunday Morning
- Auld Lang Syne
- Bedtime Story

## Premi
- Grammy Award
  - 1963: "album dell'anno", "miglior album Comedy"